# Washington, Illinois
Washington är en stad (city) i Tazewell County, i delstaten Illinois, USA. Enligt United States Census Bureau har staden en folkmängd på 15 165 invånare (2011) och en landarea på 21,2 km².